# Серхіо Агуеро
Се́рхіо Леоне́ль Агуе́ро дель Касті́льйо (ісп. Sergio Leonel Agüero del Castillo; нар. 2 червня 1988 року, Буенос-Айрес, Аргентина) — колишній аргентинський футболіст, нападник збірної Аргентини. Має паспорт громадянина Іспанії.
2006 року перейшов до команди чемпіонату Іспанії «Атлетіко» за 23 млн євро з «Індепендьєнте». За «Атлетіко» він забив 101 гол 234 іграх, також за цей час перемагав у Лізі Європи УЄФА і Суперкубку УЄФА 2010.
У липні 2011 перебрався до «Манчестер Сіті» за рекордні на той час для клубу 38 млн фунтів стерлінгів, а наприкінці 2017 року став із 178-ма голами найкращим бомбардиром у його історії.
Викликався в олімпійську збірну Аргентини на Олімпійські ігри в Пекіні в 2008 році, де він виграв золоті медалі і забив два голи у півфінальній грі зі збірною Бразилії.
Один з найкращих бомбардирів в історії національної збірної Аргентини.

## Кар'єра

### «Індепендьєнте»

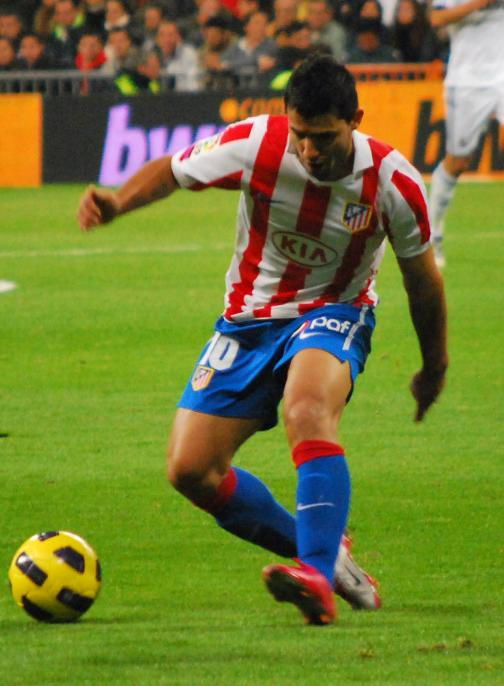
Серхіо Агуеро під час виступів за «Атлетіко».

Почав виступати за «Індепендьєнте», де провів 54 матчі та забив 23 голи. 5 липня 2003 року став наймолодшим гравцем, що дебютував в чемпіонаті Аргентини — у віці 15 років і 35 днів, побивши тим самим попередній рекорд, що належав Дієго Марадоні з 1976 року.

### «Атлетіко (Мадрид)»
У квітні 2006 року «Індепендьєнте» продав Агуеро мадридському «Атлетіко» за 23 мільйони євро. Після переходу Фернандо Торреса в «Ліверпуль» став основним нападником «Атлетико».
4 січня 2011 року Агуеро продовжив контракт з «Атлетіко» до 2014 року.
Загалом, він 175 разів виходив на поле та забивав та відзначився 74 голами. У травні 2011 р. заявив, що хоче покинути «Атлетіко». Головними претендентами на викуп футболіста були «Ювентус», «Реал Мадрид», «Манчестер Сіті».

### «Манчестер Сіті»

#### Сезон 2011/2012
Після Копа Америка 2011 перейшов до «Манчестер Сіті», котрі викупили його за 38 мільйонів фунтів. «Кун» Агуєро став на той момент найдорожчим футболістом «Манчестер Сіті» (до нього рекорд належав бразильцю Робінью — 37 мільйонів євро). 16 серпня в матчі проти «Свонсі Сіті» відбувся дебют Агуеро. «Містяни» перемогли 4:0, а Серхіо Агуеро забив 2 голи і віддав гольову передачу на Давіда Сілву. 13 травня 2012 року в матчі проти «Куїнз Парк Рейнджерс» на 93 хвилині забив переможний гол і приніс чемпіонський титул для «Манчестер Сіті», це був перший з 1968 року титул чемпіона Англії для клубу.

#### Сезон 2012/2013
«Манчестер Сіті» разом з Серхіо почали сезон з тріумфу в Суперкубку Англії з футболу, перемігши «Челсі» з рахунком 2:3. Перший гол у сезоні забив 29 вересня в гостьовому матчі проти «Фулхема»(1:2), на 43-й хвилині матчу.

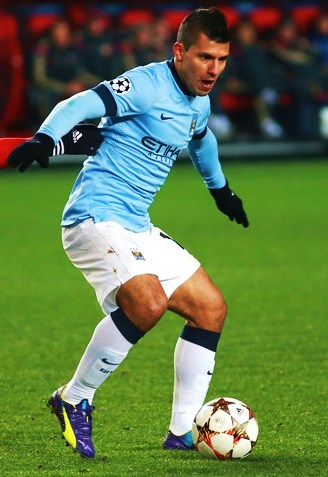
Серхіо Агуеро в матчі проти «ЦСКА» у жовтні 2014 року.

#### Сезон 2013/2014
Сезон 2013/14 Агуеро почав з гола у ворота «Ньюкасла». Матч закінчився з рахунком 4:0. 22 вересня оформив дубль в матчі проти «Манчестер Юнайтед». Гра закінчилася з рахунком 4:1.
8 листопада 2013 року, забивши п'ять голів у чотирьох матчах між 5 жовтня та 2 листопада, Агуеро вперше отримав нагороду Гравець місяця англійської Прем'єр-ліги. Протягом того ж періоду він також забив обидва голи «Сіті» в матчі Ліги чемпіонів проти «ЦСКА»(1:2).

#### Сезон 2014/2015
В першому матчі «Манчестер Сіті» в сезоні проти «Ньюкасла»(0:2) Агуеро забив один з голів своєї команди, хоча він був на полі всього лиш 13 хвилин. В наступному матчі Прем'єр-ліги вже проти «Ліверпуля»(3:1), знову відіграв неповний матч, але зміг відзначитисяя у воротах суперника — цього разу відіграв 28 хвилин.

#### Сезон 2015/2016
В цьому сезоні після відходу Джеко в «Рому» взяв 10-й номер замість 16-го. В другому турі АПЛ відзначився у воротах «Челсі» на 31-й хвилині. Матч закінчився розгромною перемогою «містян» з рахунком 3:0.

#### Сезон 2016/2017

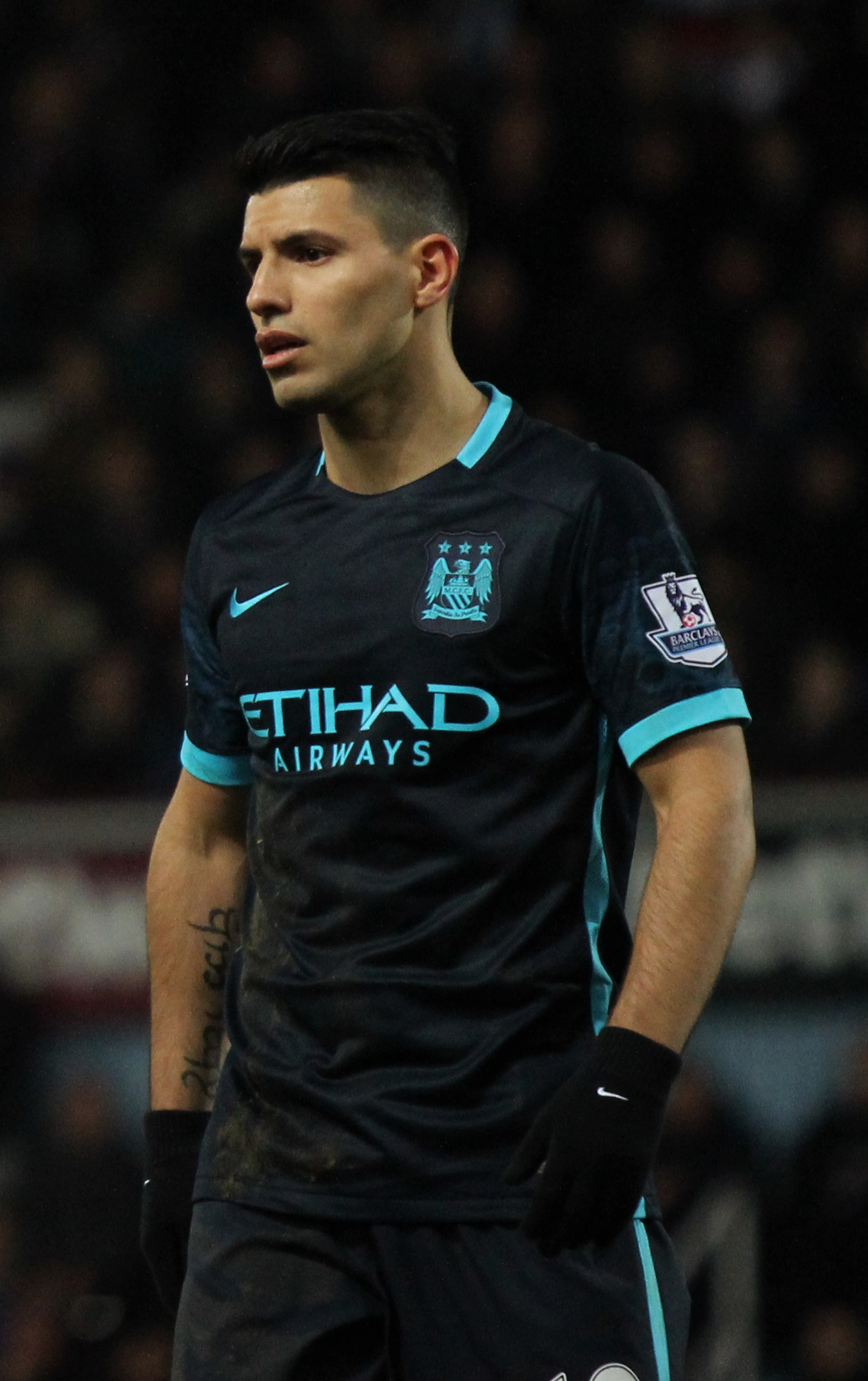
Серхіо Агуеро у складі «Манчестер Сіті». 2016 рік.

13 серпня 2016 року Агуеро забив перший гол «Манчестер Сіті» під керівництвом Пепа Гвардіоли у домашньому матчі проти «Сандерленда»(2:1) в день відкриття сезону 2016–17. В першому матчі Ліги чемпіонів у сезоні проти «Борусії М»(4:0) забив 2 з 4 голів своєї команди в матчі.
5 листопада 2016 року Агуеро забив 150-й гол за «Манчестер Сіті» в матчі проти «Мідлсбро»(1:1) в Прем'єр-лізі Англії.

#### Сезон 2017/2018
9 вересня 2017 забив перший гол в розгромному матчі проти «Ліверпуля»(5:0) на 25-ій хвилині. 1 листопада 2017 року забив свій 178-й гол за «Манчестер Сіті» у всіх змаганнях, обійшовши за цим показником Еріка Брука і ставши найкращим бомбардиром в історії цього англійського клубу. 10 лютого 2018 року в матчі проти «Лестер Сіті»(5:1) забив покер, зробивши також і третій хет-трик у сезоні. «Ми дуже задоволені, хочемо продовжувати в тому ж дусі, сьогодні ми здобули важливі три очки. Тепер нас чекає Ліга чемпіонів і Кубок англійської ліги, дуже важливі матчі. Більше за інших мені сподобався мій четвертий м'яч, давно не забивав з-за меж штрафного майданчика», — розповів Агуеро для BBC Sport.

#### Сезон 2018/2019
У першій грі Сіті в сезоні 2018/19 Агуеро забив обидва голи у матчі Суперкубка Англії проти «Челсі», а перший гол став для нього 200-м за клуб. 19 серпня 2018 року Агуеро зробив свій 9-й хет-трик у Прем'єр-лізі в розгромній перемозі над «Гаддерсфілд Таун», що закінчилася з рахунком 6:1. 21 вересня Агуеро продовжив контракт із клубом до 2021 року. 22 вересня, у своєму 300-му матчі за «Манчестер Сіті», Агуеро забив перший гол у переможному матчі на виїзді над «Кардіфф Сіті» (5:0).
3 лютого 2019 в матчі проти лондонського «Арсенала» оформив хет-трик, чим допоміг перемогти своїй команді з рахунком 3:1. Через сім днів 10 лютого знову відзначився хет-триком у ворота топ-клубу, тоді вже від Агуеро постраждав «Челсі» (6:0), зігравши лише 65 хвилин. В матчі 1/16 фіналу Ліги чемпіонів УЄФА проти німецького «Шальке 04» забив перший гол в матчі на 19-й хвилині, чим допоміг «Манчестер Сіті» перемогти з рахунком 2:3.

#### Сезон 2019/2020
25 серпня 2019 року Агуеро забив свої 399-й та 400-й голи у своїй професійній кар'єрі у гостьовій перемозі над «Борнмутом».
12 січня 2020 року Агуеро забив 12-й хет-трик у Прем'єр-лізі в матчі проти «Астон Вілли» у виїзній перемозі 6:1 на «Вілла Парк»

#### Сезон 2020/2021
Пропустивши старт сезону через травму меніска, Агуеро повернувся на поле 17 жовтня 2020 року в домашньому матчі проти «Арсенала» (1:0). 21 жовтня він забив свій перший гол у сезоні в грі з «Порту» (3:1) у Лізі чемпіонів УЄФА. 13 березня 2021 року Агуеро забив свій перший гол у лізі з січня 2020 року у виїзній перемозі проти «Фулгема» (3:0). 29 березня 2021 року «Сіті» оголосив, що Агуеро покине клуб у кінці сезону після закінчення терміну його контракту. 23 травня, під час свого останнього матчі в Прем'єр-лізі за клуб, Агуеро вийшов з лавки запасних і двічі забив у домашній грі «Евертоном» (5:0), коли «Сіті» святкувало свою перемогу в чемпіонаті. Загалом аргентинець забив 184 голи в чемпіонаті в 275 матчах, що дозволило йому побити рекорд Вейна Руні за кількістю голів у Прем'єр-лізі за один клуб. Загалом Агуеро забив за Сіті 260 голів у 389 матчах. 29 травня він зіграв свій останній матч за клуб після того, як вийшов на заміну у другому таймі у фіналу Ліги чемпіонів проти «Челсі» (0:1).

### «Барселона»
21 травня 2021 року стало відомо, що Агуеро погодився підписати дворічний контракт з «Барселоною», а 31 травня було офіційно оголошено, що Агуеро підписав дворічний контракт із каталонцями. Контракт набирав чинності з 1 липня 2021.
24 жовтня 2021 року Агуеро забив перший гол за каталонський клуб у чемпіонаті Іспанії проти «Реал Мадрида» (1:2).
30 жовтня 2021 року в матчі з «Алавесом» (1:1) Агуеро було замінено через біль у грудях. Обстеження виявило у нападника тахікардію. У листопаді 2021 року повідомлялося, що він не буде грати щонайменше три місяці, але 15 грудня 2021 року Агуеро офіційно оголосив про завершення кар'єри через проблеми з серцем за порадою лікарів і подякував командам, за які він грав.

## Виступи за збірні
2004 року дебютував у складі юнацької збірної Аргентини, взяв участь у 5 іграх на юнацькому рівні, відзначившись 3 забитими голами.
Протягом 2005—2007 років залучався до складу молодіжної збірної Аргентини. На молодіжному рівні зіграв в 11 офіційних матчах, забив 6 голів. Двічі, у 2005 і 2007 роках, ставав чемпіоном світу серед гравців до 20 років.
2008 року захищав кольори олімпійської збірної Аргентини. У складі цієї команди провів 5 матчів, забив 2 голи на футбольному турнірі Олімпійських ігор 2008 року у Пекіні, здобувши олімпійське «золото».

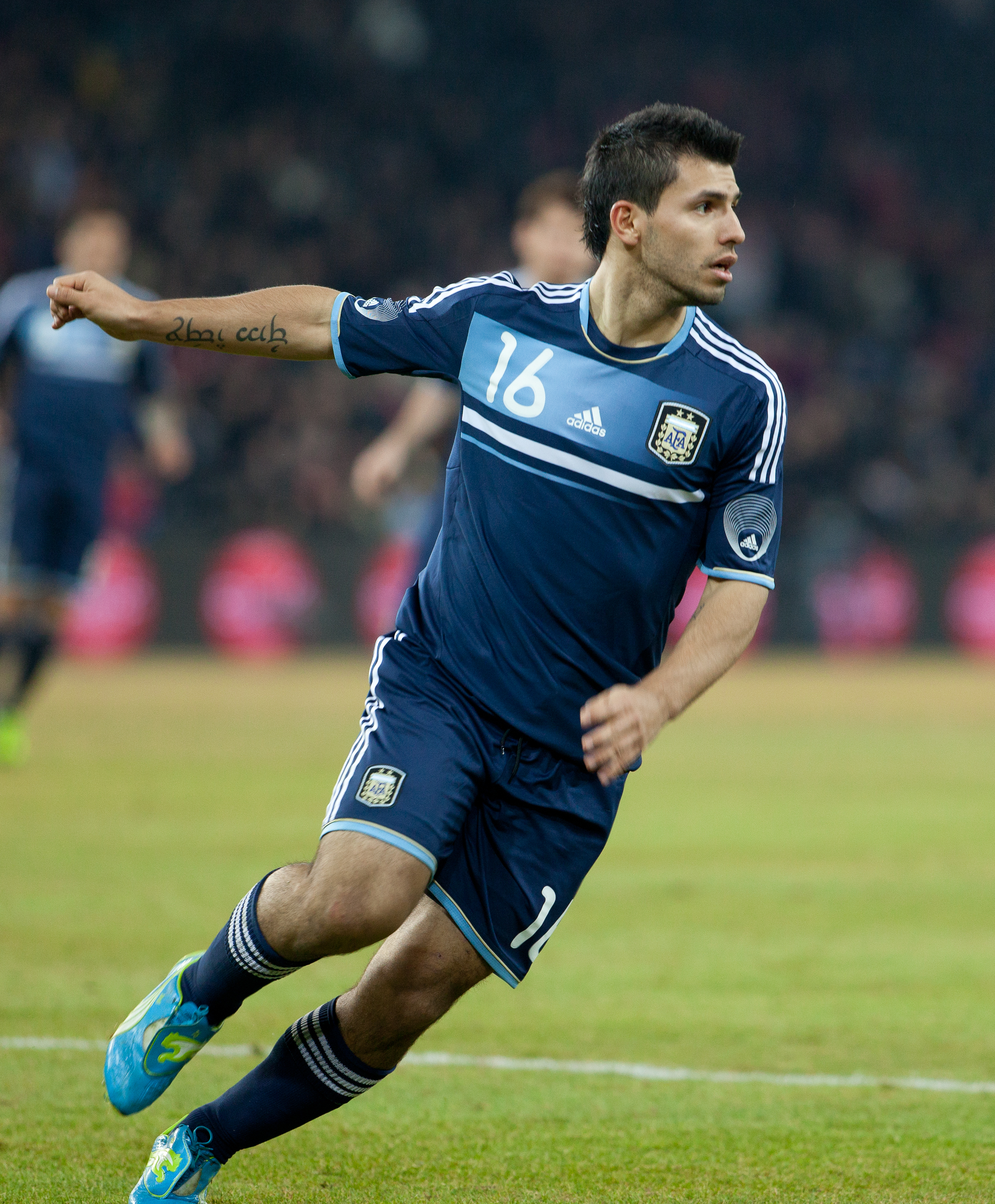
Серхіо Агуеро у складі збірної Аргентини. 2012 рік.

2006 року дебютував в офіційних матчах у складі національної збірної Аргентини. Був учасником чемпіонату світу 2010 року, де двічі виходив на заміну і одну гру починав у стартовому складі. За чотири роки, на чемпіонаті світу 2014 року вже був основним нападником аргентинців на груповому етапі, а також виходив на поле з лави запасних у півфінальній грі, а також у програному у додатковий час збірній Німеччини фіналі. На жодному зі своїх двох перших світових чемпіонатах не зміг відзначитися забитими голами.
У листопаді 2017 року, провівши по одному м'ячу у двох товариських матчах, довів свій бомбардирський доробок до 36 забитих за аргентинську збірну голів, обійшовши за цим показником Дієго Марадону та Ернана Креспо і вийшовши на третє місце у переліку її найкращих бомбардирів в історії.
У травні 2018 року був включений до заявки збірної на свою третю світову першість — тогорічний чемпіонат світу в Росії. У першому груповому матчі своєї команди на турнірі проти Ісландії (1:1) 16 червня він забив гол, це був його перший гол на чемпіонатах світу. У матчі 1/8 фіналу проти Франції 30 червня Агуеро забив останній гол Аргентини, але його команда поступилась 3:4, в результаті чого його команда вибула з чемпіонату світу.
21 травня 2019 року він був включений до заявки на Кубок Америки 2019 року. У останньому груповому матчі Аргентини проти Катару (2:0) 23 червня Агуеро забив другий гол, що дозволило його команді вийти в плей-оф. 28 червня, у чвертьфіналі турніру, Агуеро віддав гольову передачу на Лаутаро Мартінеса, а також брав участь у другому голі, забитому Джовані Ло Сельсо, коли Аргентина перемогла Венесуелу з рахунком 2:0 і вийшла до півфіналу. У матчі за третє місце проти Чилі (2:1) 6 липня Агуеро забив перший гол і допоміг Аргентині здобути бронзову медаль.
За два роки Агуеро поїхав з командою і на наступний Кубок Америки 2021 року. Там 28 червня 2021 року Агуеро провів свій 100-й матч за збірну Аргентини в останньому матчі групового етапу проти Болівії (4:1). В підсумку збірна Аргентини виграла той турнір, а Агуеро зіграв ще в одній грі, у чвертьфіналі проти Еквадору (3:0), який і став його останнім матчем за збірну.

## Родина
Був одружений з дочкою Дієго Марадони. 19 лютого 2009 Серхіо Агуеро став батьком: дружина Джанніна народила хлопчика, якого назвали Бенхаміном (зменшувально Бенха). Хрещеним батьком є Ліонель Мессі. Агуеро і Джанніна розлучилися в 2012 році після чотирьох років шлюбу. 
Агуеро має іспанське громадянство, яке отримав у 2010 році під час гри за «Атлетіко Мадрид».

## Статистика виступів

### Статистика клубних виступів
| Сезон                      | Команда                    | Чемпіонат                  | Чемпіонат | Чемпіонат | Національний кубок | Національний кубок | Національний кубок | Континентальні кубки | Континентальні кубки | Континентальні кубки | Інші змагання | Інші змагання | Інші змагання | Усього | Усього |
| Сезон                      | Команда                    | Ліга                       | Ігор      | Голів     | Ліга               | Ігор               | Голів              | Ліга                 | Ігор                 | Голів                | Ліга          | Ігор          | Голів         | Ігор   | Голів  |
| -------------------------- | -------------------------- | -------------------------- | --------- | --------- | ------------------ | ------------------ | ------------------ | -------------------- | -------------------- | -------------------- | ------------- | ------------- | ------------- | ------ | ------ |
| 2002–03                    | «Індепендьєнте»            | ПД                         | 1         | 0         | -                  | -                  | -                  | -                    | -                    | -                    | -             | -             | -             | 1      | 0      |
| 2003–04                    | «Індепендьєнте»            | ПД                         | 5         | 0         | -                  | -                  | -                  | КЛ                   | 2                    | 0                    | -             | -             | -             | 7      | 0      |
| 2004–05                    | «Індепендьєнте»            | ПД                         | 12        | 5         | -                  | -                  | -                  | -                    | -                    | -                    | -             | -             | -             | 12     | 5      |
| 2005–06                    | «Індепендьєнте»            | ПД                         | 36        | 18        | -                  | -                  | -                  | -                    | -                    | -                    | -             | -             | -             | 36     | 18     |
| Усього за «Індепендьєнте»  | Усього за «Індепендьєнте»  | Усього за «Індепендьєнте»  | 54        | 23        |                    | -                  | -                  |                      | 2                    | 0                    | -             | -             |               | 56     | 23     |
| 2006–07                    | «Атлетіко»                 | ПД                         | 38        | 6         | КІ                 | 4                  | 1                  | -                    | -                    | -                    | -             | -             | -             | 42     | 7      |
| 2007–08                    | «Атлетіко»                 | ПД                         | 37        | 19        | КІ                 | 4                  | 2                  | Інт+КУЄФА            | 1+8                  | 0+6                  | -             | -             | -             | 50     | 27     |
| 2008–09                    | «Атлетіко»                 | ПД                         | 37        | 17        | КІ                 | 1                  | 0                  | ЛЧ                   | 9                    | 4                    | -             | -             | -             | 47     | 21     |
| 2009–10                    | «Атлетіко»                 | ПД                         | 31        | 12        | КІ                 | 7                  | 1                  | ЛЧ+ЛЄ                | 8+8                  | 4+2                  | -             | -             | -             | 54     | 19     |
| 2010–11                    | «Атлетіко»                 | ПД                         | 32        | 20        | КІ                 | 4                  | 3                  | ЛЄ                   | 4                    | 3                    | СУ            | 1             | 1             | 41     | 27     |
| Усього за «Атлетіко»       | Усього за «Атлетіко»       | Усього за «Атлетіко»       | 175       | 74        |                    | 20                 | 7                  |                      | 38                   | 19                   |               | 1             | 1             | 234    | 101    |
| 2011–12                    | «Манчестер Сіті»           | ПЛ                         | 34        | 23        | КА+КЛ              | 1+3                | 1+1                | ЛЧ+ЛЄ                | 6+4                  | 1+4                  | СА            | 0             | 0             | 48     | 30     |
| 2012–13                    | «Манчестер Сіті»           | ПЛ                         | 30        | 12        | КА+КЛ              | 4+0                | 3+0                | ЛЧ                   | 5                    | 2                    | СА            | 1             | 0             | 40     | 17     |
| 2013–14                    | «Манчестер Сіті»           | ПЛ                         | 23        | 17        | КА+КЛ              | 3+2                | 4+1                | ЛЧ                   | 6                    | 6                    | -             | -             | -             | 34     | 28     |
| 2014–15                    | «Манчестер Сіті»           | ПЛ                         | 33        | 26        | КА+КЛ              | 1+1                | 0                  | ЛЧ                   | 7                    | 6                    | СА            | 0             | 0             | 42     | 32     |
| 2015–16                    | «Манчестер Сіті»           | ПЛ                         | 30        | 24        | КА+КЛ              | 1+4                | 1+2                | ЛЧ                   | 9                    | 2                    | -             | -             | -             | 44     | 29     |
| 2016–17                    | «Манчестер Сіті»           | ПЛ                         | 31        | 20        | КА+КЛ              | 5+1                | 5+0                | ЛЧ                   | 8                    | 8                    | -             | -             | -             | 45     | 33     |
| 2017–18                    | «Манчестер Сіті»           | ПЛ                         | 25        | 21        | КА+КЛ              | 3+4                | 2+3                | ЛЧ                   | 7                    | 4                    | -             | -             | -             | 39     | 30     |
| 2018-19                    | «Манчестер Сіті»           | ПЛ                         | 33        | 21        | КА+КЛ              | 2+3                | 2+1                | ЛЧ                   | 7                    | 6                    | СА            | 1             | 2             | 46     | 32     |
| 2019-20                    | «Манчестер Сіті»           | ПЛ                         | 24        | 16        | КА+КЛ              | 2+3                | 2+3                | ЛЧ                   | 3                    | 2                    | СА            | 0             | 0             | 32     | 23     |
| 2020-21                    | «Манчестер Сіті»           | ПЛ                         | 12        | 4         | КА+КЛ              | 0+1                | 0                  | ЛЧ                   | 7                    | 2                    | -             | -             | -             | 20     | 6      |
| Усього за «Манчестер Сіті» | Усього за «Манчестер Сіті» | Усього за «Манчестер Сіті» | 275       | 184       |                    | 44                 | 31                 |                      | 69                   | 43                   |               | 2             | 2             | 390    | 260    |
| 2021-22                    | «Барселона»                | ПД                         | 4         | 1         | КІ                 | 0                  | 0                  | ЛЧ                   | 1                    | 0                    | СІ            | 0             | 0             | 5      | 1      |
| Усього за кар'єру          | Усього за кар'єру          | Усього за кар'єру          | 508       | 282       |                    | 64                 | 38                 |                      | 110                  | 62                   |               | 3             | 3             | 685    | 385    |

### Статистика виступів за збірні
| Дата      | Місто   | Господарі | Результат | Гості          | Турнір                                        | Голи | Примітки |
| --------- | ------- | --------- | --------- | -------------- | --------------------------------------------- | ---- | -------- |
| 14-6-2005 | Енсхеде | Єгипет    | 0 – 2     | Аргентина      | Молодіжний чемпіонат світу 2005 - 1-й етап    | -    |          |
| 18-6-2005 | Еммен   | Аргентина | 1 – 0     | Німеччина      | Молодіжний чемпіонат світу 2005 - 1-й етап    | -    |          |
| 28-6-2005 | Утрехт  | Бразилія  | 1 – 2     | Аргентина      | Молодіжний чемпіонат світу 2005 - півфінал    | -    |          |
| 2-7-2005  | Утрехт  | Аргентина | 2 – 1     | Нігерія        | Молодіжний чемпіонат світу 2005 - Фінал       | -    |          |
| 30-6-2007 | Оттава  | Аргентина | 0 – 0     | Чехія          | Молодіжний чемпіонат світу 2007 - 1-й етап    | -    |          |
| 3-7-2007  | Оттава  | Панама    | 0 – 6     | Аргентина      | Молодіжний чемпіонат світу 2007 - 1-й етап    | 2    |          |
| 6-7-2007  | Оттава  | Аргентина | 1 – 0     | Північна Корея | Молодіжний чемпіонат світу 2007 - 1-й етап    | 1    | кап.     |
| 12-7-2007 | Торонто | Аргентина | 3 – 1     | Польща         | Молодіжний чемпіонат світу 2007 - 1/8 фіналу  | 2    |          |
| 15-7-2007 | Оттава  | Аргентина | 1 – 0     | Мексика        | Молодіжний чемпіонат світу 2007 - чвертьфінал | -    |          |
| 19-7-2007 | Торонто | Чилі      | 0 – 3     | Аргентина      | Молодіжний чемпіонат світу 2007 - півфінал    | -    |          |
| 22-7-2007 | Торонто | Чехія     | 1 – 2     | Аргентина      | Молодіжний чемпіонат світу 2007 - Фінал       | 1    | кап.     |
| Усього    |         | Матчів    | 11        |                | Голів                                         | 6    |          |

| Дата       | Місто                  | Господарі         | Результат               | Гості                | Турнір                                 | Голи | Примітки  |
| ---------- | ---------------------- | ----------------- | ----------------------- | -------------------- | -------------------------------------- | ---- | --------- |
| 3-9-2006   | Лондон                 | Аргентина         | 0 – 3                   | Бразилія             | товариський матч                       | -    | 60' — 66' |
| 11-10-2006 | Мурсія                 | Іспанія           | 2 – 1                   | Аргентина            | товариський матч                       | -    | 72'       |
| 7-2-2007   | Сен-Дені               | Франція           | 0 – 1                   | Аргентина            | товариський матч                       | -    | 84'       |
| 11-9-2007  | Мельбурн               | Австралія         | 0 – 1                   | Аргентина            | товариський матч                       | -    | 90'       |
| 13-10-2007 | Буенос-Айрес           | Аргентина         | 2 – 0                   | Чилі                 | Відбір до ЧС 2010                      | -    | 74'       |
| 17-11-2007 | Буенос-Айрес           | Аргентина         | 3 – 0                   | Болівія              | Відбір до ЧС 2010                      | 1    | 75'       |
| 26-3-2008  | Каїр                   | Єгипет            | 0 – 2                   | Аргентина            | товариський матч                       | 1    | 86'       |
| 4-6-2008   | Сан-Дієго              | Мексика           | 1 – 4                   | Аргентина            | товариський матч                       | 1    | 84'       |
| 8-6-2008   | Іст-Ратерфорд          | США               | 0 – 0                   | Аргентина            | товариський матч                       | -    | 88'       |
| 15-6-2008  | Буенос-Айрес           | Аргентина         | 1 – 1                   | Еквадор              | Відбір до ЧС 2010                      | -    |           |
| 18-6-2008  | Белу-Оризонті          | Бразилія          | 0 – 0                   | Аргентина            | Відбір до ЧС 2010                      | -    | 67'       |
| 6-9-2008   | Буенос-Айрес           | Аргентина         | 1 – 1                   | Парагвай             | Відбір до ЧС 2010                      | 1    | 46'       |
| 10-9-2008  | Ліма                   | Перу              | 1 – 1                   | Аргентина            | Відбір до ЧС 2010                      | -    | 63'       |
| 11-10-2008 | Буенос-Айрес           | Аргентина         | 2 – 1                   | Уругвай              | Відбір до ЧС 2010                      | 1    | 71'       |
| 15-10-2008 | Сантьяго               | Чилі              | 1 – 0                   | Аргентина            | Відбір до ЧС 2010                      | -    |           |
| 11-2-2009  | Марсель                | Франція           | 0 – 2                   | Аргентина            | товариський матч                       | -    | 82'       |
| 28-3-2009  | Буенос-Айрес           | Аргентина         | 4 – 0                   | Венесуела            | Відбір до ЧС 2010                      | 1    | 78'       |
| 6-6-2009   | Буенос-Айрес           | Аргентина         | 1 – 0                   | Колумбія             | Відбір до ЧС 2010                      | -    | 40'       |
| 12-8-2009  | Москва                 | Росія             | 2 – 3                   | Аргентина            | товариський матч                       | 1    | 63'       |
| 5-9-2009   | Росаріо                | Аргентина         | 1 – 3                   | Бразилія             | Відбір до ЧС 2010                      | -    | 46'       |
| 9-9-2009   | Асунсьйон              | Парагвай          | 1 – 0                   | Аргентина            | Відбір до ЧС 2010                      | -    | 59'       |
| 24-5-2010  | Буенос-Айрес           | Аргентина         | 5 – 0                   | Канада               | товариський матч                       | 1    | 70'       |
| 17-6-2010  | Йоганнесбург           | Аргентина         | 4 – 1                   | Південна Корея       | ЧС 2010 - груповий етап                | -    | 75'       |
| 22-6-2010  | Полокване              | Греція            | 0 – 2                   | Аргентина            | ЧС 2010 - груповий етап                | -    | 77'       |
| 3-7-2010   | Кейптаун               | Аргентина         | 0 – 4                   | Німеччина            | ЧС 2010 - чвертьфінал                  | -    | 75'       |
| 7-9-2010   | Буенос-Айрес           | Аргентина         | 4 – 1                   | Іспанія              | товариський матч                       | 1    | 68'       |
| 20-6-2011  | Буенос-Айрес           | Аргентина         | 4 – 0                   | Албанія              | товариський матч                       | 1    | 61'       |
| 1-7-2011   | Ла-Плата (місто)       | Аргентина         | 1 – 1                   | Болівія              | Копа Америка 2011 - груповий етап      | 1    | 71'       |
| 6-7-2011   | Санта-Фе               | Аргентина         | 0 – 0                   | Колумбія             | Копа Америка 2011 - груповий етап      | -    | 60'       |
| 11-7-2011  | Кордова                | Аргентина         | 3 – 0                   | Коста-Рика           | Копа Америка 2011 - груповий етап      | 2    | 85'       |
| 16-7-2011  | Санта-Фе               | Аргентина         | 1 – 1 д.ч. (4 - 5 п.п.) | Уругвай              | Копа Америка 2011 - чвертьфінал        | -    | 83'       |
| 2-9-2011   | Колката                | Аргентина         | 1 – 0                   | Венесуела            | товариський матч                       | -    | 77'       |
| 6-9-2011   | Дакка                  | Аргентина         | 3 – 1                   | Нігерія              | товариський матч                       | -    | 77'       |
| 15-11-2011 | Барранкілья            | Колумбія          | 1 – 2                   | Аргентина            | Відбір до ЧС 2014                      | 1    | 46' — 85' |
| 29-2-2012  | Берн                   | Швейцарія         | 1 – 3                   | Аргентина            | товариський матч                       | -    |           |
| 2-6-2012   | Буенос-Айрес           | Аргентина         | 4 – 0                   | Еквадор              | Відбір до ЧС 2014                      | 1    | 52' — 63' |
| 9-6-2012   | Нью-Йорк               | Аргентина         | 4 – 3                   | Бразилія             | товариський матч                       | -    | 74'       |
| 15-8-2012  | Франкфурт-на-Майні     | Німеччина         | 1 – 3                   | Аргентина            | товариський матч                       | -    | 46'       |
| 12-10-2012 | Мендоса                | Аргентина         | 3 – 0                   | Уругвай              | Відбір до ЧС 2014                      | 1    | 79'       |
| 16-10-2012 | Сантьяго               | Чилі              | 1 – 2                   | Аргентина            | Відбір до ЧС 2014                      | -    | 82'       |
| 14-11-2012 | Ер-Ріяд                | Саудівська Аравія | 0 – 0                   | Аргентина            | товариський матч                       | -    |           |
| 6-2-2013   | Стокгольм              | Швеція            | 2 – 3                   | Аргентина            | товариський матч                       | 1    | 67' — 75' |
| 7-6-2013   | Буенос-Айрес           | Аргентина         | 0 – 0                   | Колумбія             | Відбір до ЧС 2014                      | -    | 81'       |
| 11-6-2013  | Кіто                   | Еквадор           | 1 – 1                   | Аргентина            | Відбір до ЧС 2014                      | 1    | 61'       |
| 14-6-2013  | Гватемала (місто)      | Гватемала         | 0 – 4                   | Аргентина            | товариський матч                       | -    | 46'       |
| 10-9-2013  | Асунсьйон              | Парагвай          | 2 – 5                   | Аргентина            | Відбір до ЧС 2014                      | 1    | 76'       |
| 11-10-2013 | Буенос-Айрес           | Аргентина         | 3 – 1                   | Перу                 | Відбір до ЧС 2014                      | -    | 54'       |
| 15-11-2013 | Іст-Ратерфорд          | Еквадор           | 0 – 0                   | Аргентина            | товариський матч                       | -    | 63'       |
| 18-11-2013 | Сент-Луїс              | Аргентина         | 2 – 0                   | Боснія і Герцеговина | товариський матч                       | 2    | 59'- 77'  |
| 5-3-2014   | Бухарест               | Румунія           | 0 – 0                   | Аргентина            | товариський матч                       | -    | 57'       |
| 7-6-2014   | Ла-Плата (місто)       | Аргентина         | 2 – 0                   | Словенія             | товариський матч                       | -    | 58'       |
| 15-6-2014  | Ріо-де-Жанейро         | Аргентина         | 2 – 1                   | Боснія і Герцеговина | ЧС 2014 - груповий етап                | -    | 87'       |
| 21-6-2014  | Белу-Оризонті          | Аргентина         | 1 – 0                   | Іран                 | ЧС 2014 - груповий етап                | -    | 77'       |
| 25-6-2014  | Порту-Алегрі           | Нігерія           | 2 – 3                   | Аргентина            | ЧС 2014 - груповий етап                | -    | 38'       |
| 9-7-2014   | Сан-Паулу              | Нідерланди        | 0 – 0 д.ч. (2 - 4 п.п.) | Аргентина            | ЧС 2014 - півфінал                     | -    | 82'       |
| 13-7-2014  | Ріо-де-Жанейро         | Німеччина         | 1 – 0 д.ч.              | Аргентина            | ЧС 2014 - Фінал                        | -    | 46' — 64' |
| 3-9-2014   | Дюссельдорф            | Німеччина         | 2 – 4                   | Аргентина            | товариський матч                       | 1    | 83'       |
| 11-10-2014 | Пекін                  | Бразилія          | 2 – 0                   | Аргентина            | товариський матч                       | -    | 61'       |
| 12-11-2014 | Лондон                 | Аргентина         | 2 – 1                   | Хорватія             | товариський матч                       | 1    | 62'       |
| 31-3-2015  | Іст-Ратерфорд          | Аргентина         | 2 – 1                   | Еквадор              | товариський матч                       | 1    | 75'       |
| 6-6-2015   | Сан-Хуан               | Аргентина         | 5 – 0                   | Болівія              | товариський матч                       | 3    | 61'       |
| 13-6-2015  | Ла-Серена (Чилі)       | Аргентина         | 2 – 2                   | Парагвай             | Копа Америка 2015 - груповий етап      | 1    | 76'       |
| 16-6-2015  | Ла-Серена (Чилі)       | Аргентина         | 1 – 0                   | Уругвай              | Копа Америка 2015 - груповий етап      | 1    | 81'       |
| 26-6-2015  | Вінья-дель-Мар         | Аргентина         | 0 – 0 (5 – 4 п.п.)      | Колумбія             | Копа Америка 2015 - чвертьфінал        | -    | 20' — 73' |
| 30-6-2015  | Консепсьйон            | Аргентина         | 6 – 1                   | Парагвай             | Копа Америка 2015 - півфінал           | 1    | 81'       |
| 4-7-2015   | Сантьяго               | Чилі              | 0 – 0 д.ч. (4 - 1 п.п.) | Аргентина            | Копа Америка 2015 - Фінал              | -    | 74'       |
| 4-9-2015   | Х'юстон                | Аргентина         | 7 – 0                   | Болівія              | товариський матч                       | 2    | 81'       |
| 8-9-2015   | Арлінгтон              | Аргентина         | 2 – 2                   | Мексика              | товариський матч                       | 1    | 76'       |
| 8-10-2015  | Буенос-Айрес           | Аргентина         | 0 – 2                   | Еквадор              | Відбір до ЧС 2018                      | -    | 24'       |
| 24-3-2016  | Сантьяго               | Чилі              | 1 – 2                   | Аргентина            | Відбір до ЧС 2018                      | -    | 65'       |
| 29-3-2016  | Кордова                | Аргентина         | 2 – 0                   | Болівія              | Відбір до ЧС 2018                      | -    | 78'       |
| 27-5-2016  | Сан-Хуан               | Аргентина         | 1 – 0                   | Гондурас             | товариський матч                       | -    | 65'       |
| 6-6-2016   | Санта-Клара            | Аргентина         | 2 – 1                   | Чилі                 | Копа Америка 2016 - груповий етап      | -    | 74'       |
| 10-6-2016  | Чикаго                 | Аргентина         | 5 – 0                   | Панама               | Копа Америка 2016 - груповий етап      | 1    | 76'       |
| 14-6-2016  | Сіетл                  | Аргентина         | 3 – 0                   | Болівія              | Копа Америка 2016 - 1-й етап           | -    |           |
| 18-6-2016  | Фоксборо (Массачусетс) | Аргентина         | 4 – 1                   | Венесуела            | Копа Америка 2016 - чвертьфінал        | -    | 74'       |
| 26-6-2016  | Іст-Ратерфорд          | Аргентина         | 0 – 0 д.ч. (2 – 4 п.п.) | Чилі                 | Копа Америка 2016 - Фінал              | -    | 70'       |
| 6-10-2016  | Ліма                   | Перу              | 2 – 2                   | Аргентина            | Відбір до ЧС 2018                      | -    | 73'       |
| 11-10-2016 | Кордова                | Аргентина         | 0 – 1                   | Парагвай             | Відбір до ЧС 2018                      | -    | 48'       |
| 10-11-2016 | Белу-Оризонті          | Бразилія          | 3 – 0                   | Аргентина            | Відбір до ЧС 2018                      | -    | 46'       |
| 23-3-2017  | Буенос-Айрес           | Аргентина         | 1 – 0                   | Чилі                 | Відбір до ЧС 2018                      | -    | 59'       |
| 28-3-2017  | Ла-Пас                 | Болівія           | 2 – 0                   | Аргентина            | Відбір до ЧС 2018                      | -    | 56'       |
| 11-11-2017 | Москва                 | Росія             | 0 – 1                   | Аргентина            | товариський матч                       | 1    | 87'       |
| 14-11-2017 | Краснодар              | Аргентина         | 2 – 4                   | Нігерія              | товариський матч                       | 1    | 46'       |
| 29-5-2018  | Буенос-Айрес           | Аргентина         | 4 – 0                   | Гаїті                | Amichevole                             | 1    | 59'       |
| 16-6-2018  | Москва                 | Аргентина         | 1 – 1                   | Ісландія             | ЧС 2018 - груповий етап                | 1    |           |
| 21-6-2018  | Нижній Новгород        | Аргентина         | 0 – 3                   | Хорватія             | ЧС 2018 - груповий етап                | -    | 55'       |
| 26-6-2018  | Санкт-Петербург        | Нігерія           | 1 – 2                   | Аргентина            | ЧС 2018 - груповий етап                | -    | 80'       |
| 30-6-2018  | Казань                 | Франція           | 4 – 3                   | Аргентина            | ЧС 2018 - 1/8 фіналу                   | 1    | 66'       |
| 8-6-2019   | Сан-Хуан               | Аргентина         | 5 – 1                   | Нікарагуа            | товариський матч                       | -    | 46'       |
| 15-6-2019  | Салвадор               | Аргентина         | 0 – 2                   | Колумбія             | Копа Америка 2019 - груповий етап      | -    | 79'       |
| 19-6-2019  | Белу-Оризонті          | Аргентина         | 1 – 1                   | Парагвай             | Копа Америка 2019 - груповий етап      | -    | 46'       |
| 23-6-2019  | Порту-Алегрі           | Катар             | 0 – 2                   | Аргентина            | Копа Америка 2019 - груповий етап      | 1    |           |
| 28-6-2019  | Ріо-де-Жанейро         | Венесуела         | 0 – 2                   | Аргентина            | Копа Америка 2019 - чвертьфінал        | -    | 85'       |
| 2-7-2019   | Белу-Оризонті          | Бразилія          | 2 – 0                   | Аргентина            | Копа Америка 2019 - півфінал           | -    | 90+4'     |
| 6-7-2019   | Сан-Паулу              | Аргентина         | 2 – 1                   | Чилі                 | Копа Америка 2019 - матч за 3-тє місце | 1    | 81'       |
| 18-11-2019 | Тель-Авів              | Аргентина         | 2 – 2                   | Уругвай              | товариський матч                       | 1    |           |
| 14-6-2021  | Ріо-де-Жанейро         | Аргентина         | 1 – 1                   | Чилі                 | Копа Америка 2021 - груповий етап      | -    | 80'       |
| 21-6-2021  | Бразиліа               | Аргентина         | 1 – 0                   | Парагвай             | Копа Америка 2021 - груповий етап      | -    | 59'       |
| 28-6-2021  | Куяба                  | Болівія           | 1 – 4                   | Аргентина            | Копа Америка 2021 - груповий етап      | -    | 63'       |
| 3-7-2021   | Гоянія                 | Аргентина         | 3 – 0                   | Еквадор              | Копа Америка 2021 - чвертьфінал        | -    | 90+4'     |
| Усього     |                        | Матчів (9 місце)  | 101                     |                      | Голів (3 місце)                        | 42   |           |

## Досягнення

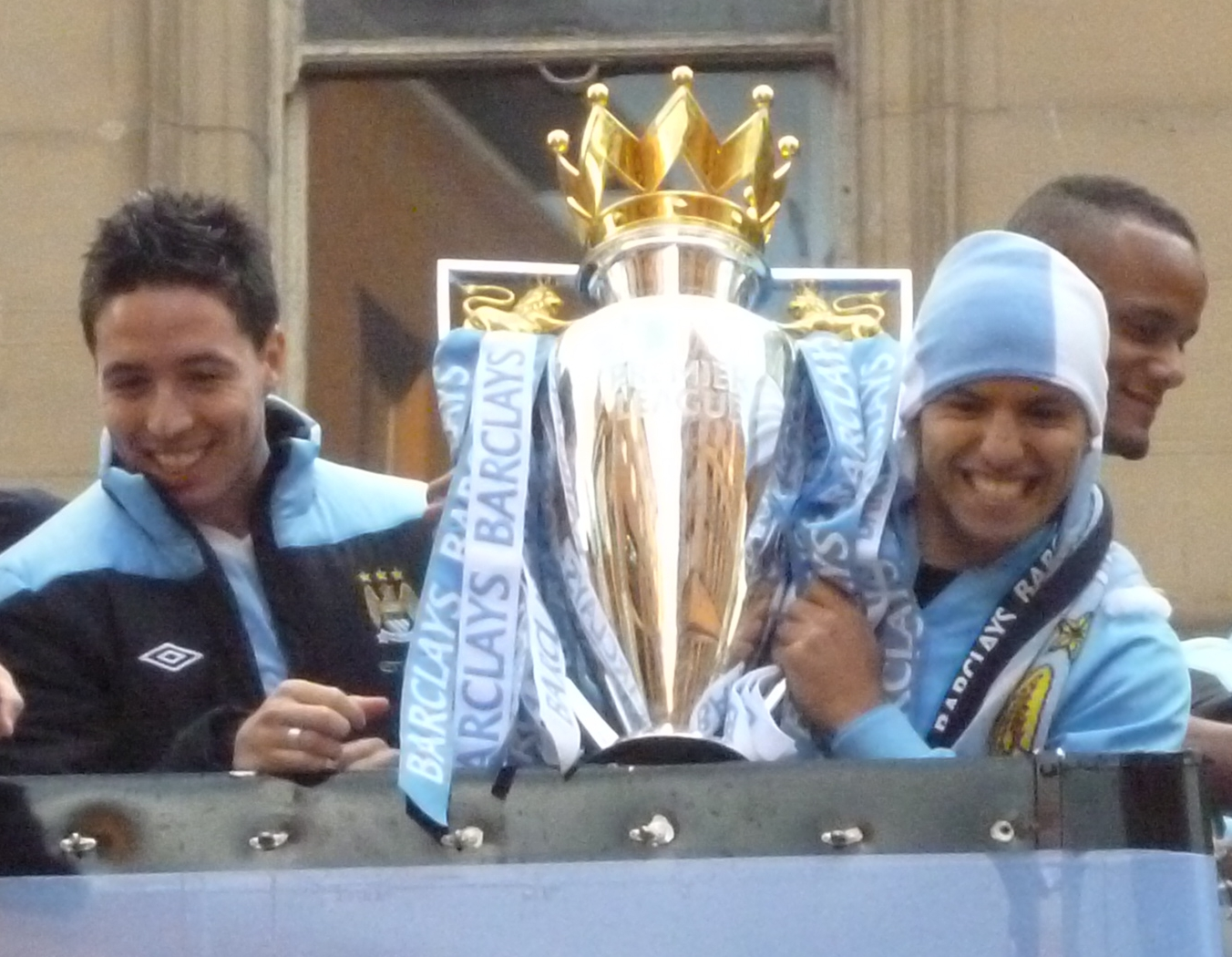
Серхіо Агуеро (праворуч) та Самір Насрі з трофеєм Прем'єр-ліги Англії. 2012 рік.

### Командні
- Чемпіон Англії (5):

«Манчестер Сіті»: 2011/12, 2013/14, 2017/18, 2018/19, 2020/21
- Володар Кубка Ліги (6):

«Манчестер Сіті»: 2013/14, 2015/16, 2017/18, 2018/19, 2019/20, 2020/21
- Володар Кубка Англії (1):

«Манчестер Сіті»: 2018/19
- Володар Суперкубка Англії (3):

«Манчестер Сіті»: 2012, 2018, 2019
- Переможець Ліги Європи (1):

«Атлетіко» (Мадрид): 2009-10
- Володар Суперкубка УЄФА (1):

«Атлетіко» (Мадрид): 2010

### Збірні
- Володар Кубка Америки (1):

Аргентина: 2021
- Срібний призер Кубка Америки (2):

Аргентина: 2015, 2016
- Бронзовий призер Кубка Америки (1):

Аргентина: 2019
- Молодіжний чемпіон світу (2):

Аргентина (U-20): 2005, 2007
- Олімпійський чемпіон (1):

Аргентина (U-23): 2008
- Віце-чемпіон світу: 2014
- Переможець Суперкласіко де лас Амерікас: 2019

### Індивідуальні
- Найкращий бомбардир в історії «Манчестер Сіті»: 254 голи
- Гравець місяця англійської Прем'єр-ліги (7): жовтень 2013, листопад 2014, січень 2016, квітень 2016, січень 2018, лютий 2019, січень 2020
- Найкращий бомбардир англійської Прем'єр-ліги: 2014/15
- Найкращий бомбардир молодіжного чемпіонату світу6 2007 (6 м'ячів)
- Найкращий гравець молодіжного чемпіонату світу: 2007
- Найкращий молодий гравець за версією ФІФА: 2007
- Володар премії Golden Boy: 2007
- Володар трофею ЕФЕ: 2008
- Найкращий бомбардир англійської Прем'єр-ліги серед іноземців: 179 голів
- Гравець року за версією вболівальників ПФА: 2014
- Входить до складу команди року за версією PFA (2): 2017/18, 2018/19